# Julieta García Zepeda
Julieta García Zepeda (Ciudad de México, 20 de marzo de 1965) es una política mexicana. Miembro del Movimiento Regeneración Nacional. Actualmente, es diputada local por Morena en la LXXV Legislatura del Congreso del Estado de Michoacán y presidente de la mesa directiva del mismo por el periodo de 2022 - 2023.

## Biografía
Julieta García Zepeda nació el 20 de marzo de 1965 en el barrio de Tepito, Ciudad de México. 
El 15 de septiembre de 1983 inició su carrera institucional en el Instituto Mexicano del Seguro Social y a lo largo de su trayectoria política ha ocupado diferentes cargos en el sistema de la función pública. En el periodo de 1983-2013 fungió como coordinadora de asistentes médicas en el Instituto Mexicano del Seguro Social. En el periodo de 2014-2015 se desempeñó como facilitador en la ventanilla de Atención al Adulto Mayor en la Secretaría de Desarrollo Social (SEDESOL). [cita requerida]
Durante el periodo de 2005-2006 fue coordinadora del DIF de Lázaro Cárdenas. En 2018 fue candidata por el partido Movimiento Regeneración Nacional y resultó elegida a diputada federal plurinominal de la quinta circunscripción a la LXIV Legislatura. En la Cámara de Diputados forma parte de la comisión de Turismo, de las comisiones de seguridad pública y Secretaría de la comisión de Medio Ambiente, Sustentabilidad, Cambio Climático y Recursos Naturales.[cita requerida]